# Elias Mavromichalis

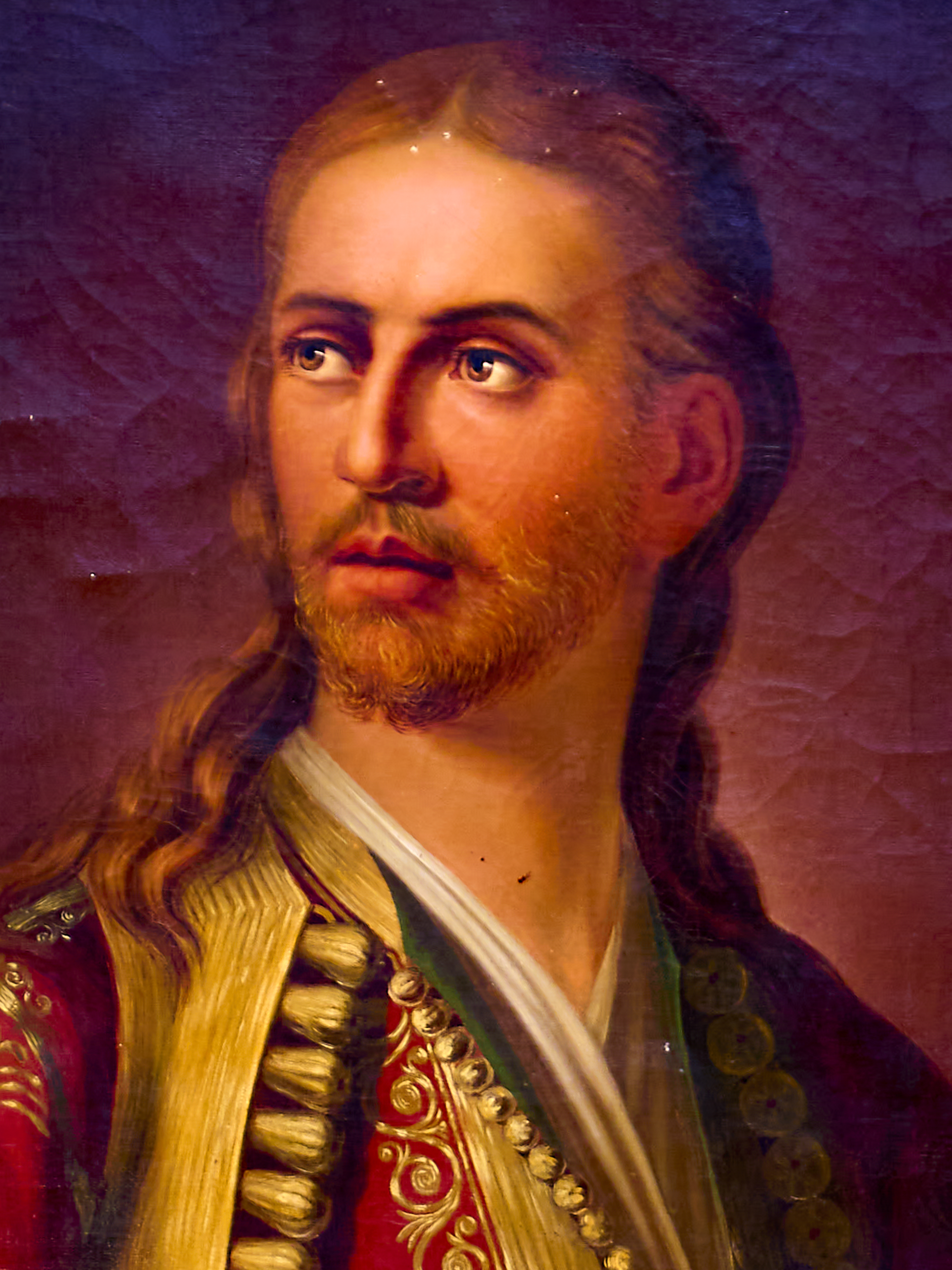
Porträt von Ilias Mavromichalis

Elias Mavromichalis (griechisch: Ηλίας Μαυρομιχάλης; * 3. April 1795 in Mani, Messenien; †  22. Januar 1822 in Styra, Euböa) war ein griechischer Freiheitskämpfer während der Griechischen Revolution. Er war auch unter dem Namen Bezades (Μπεζαντές) bekannt.
Zusammen mit seinen Kameraden fiel er bei der Schlacht von Styra, während er versuchte die Revolution auf Euböa zu unterstützen.

## Frühes Leben
Elias ist der Erstgeborene des bekannten Familienclan-Anführers Petros Mavromichalis (Petrobey) und seiner Frau Fotini Dimitrakarako. Die Familie Mavromichalis war auf Mani äußerst einflussreich, sie engagierte sich insbesondere im Kampf gegen die Osmanen. Sein Urgroßvater Georgiakis Mavromichalis und sein Großvater Pierros Mavromichalis waren führende Kräfte innerhalb der Orlow-Revolte. Elias war einer der Ersten die auf Morea in den Geheimbund Filiki Eteria aufgenommen wurden.
Er erlangte schon früh die Sympathie und den Respekt der Menschen seiner Region sowie des gesamten Peloponnes, was ihm seinen Spitznamen einbrachte.

## Beteiligung an der Griechischen Revolution
Elias Mavromichalis spielte eine bedeutende Rolle bei der Befreiung Kalamatas am 23. März 1821. Als sein Vater, Petrobey, bemerkte, dass die Türken sich zunächst weigerten, sich zu ergeben, bat er seinen ältesten Sohn um Verstärkung. Elias eilte herbei und unterstützte ihn mit einer Truppe von 150 Mann. Am Morgen dieses Tages forderte er den türkischen Kommandanten Arnaoutoglou zur Kapitulation auf, der sich schließlich fügte, was zur Befreiung der Stadt führte.
Zusammen mit seinem Vater, Petros Mavromichalis (auch bekannt als Petrobey), war Elias nicht nur an der Befreiung Kalamatas beteiligt, sondern kämpfte auch in bedeutenden Ereignissen wie der Schlacht von Valtetsi und der Belagerung von Tripolitsa. Ebenso nahm er an der Belagerung der Akropolis und von Akrokorinth sowie an Kämpfen auf der Insel Euböa teil.
Bekannt wurde Elias nicht nur für seine militärischen Leistungen, sondern auch für seine charismatische Erscheinung. Der griechische Historiker Ioannis Filimon beschrieb ihn als Verkörperung griechischer Schönheit und Tugend. Er ging als „feengeborener“ Häuptling in die Geschichte ein. Der Volkstradition zufolge verdankte er seine außergewöhnliche Schönheit seiner Großmutter, der Tochter des Dogen von Venedig, Francesco Morosini. Sein Großvater, Georgiakis Mavromichalis, soll sie bewusstlos auf den Felsen von Mani gefunden haben, zurückgelassen von einem Piratenschiff, mit dem ihr Vater geflohen war, weil sie von ihrer Stiefmutter in Gefahr geriet.
Im November 1821 wurde er zum Kommandeur der Streitkräfte in Attika ernannt.
Im Januar 1822 führte Elias ein Kontingent von 600 Manioten nach Euböa, um die dortige Revolution zu unterstützen. Vor Ort schloss er sich mit regionalen Führern wie Vassos Mavrovouniotis, Nikolaos Krieziotis und Angelos Govginas zusammen. Die Ankunft der Manioten beunruhigte Omer Bey, den osmanischen Kommandanten von Karystos, der plante, die griechischen Truppen bei Aliveri anzugreifen, bevor sie Karystos erreichen konnten. Omer verstärkte daher die Stellung bei Styra, einem strategisch wichtigen Durchgang.
Elias Mavromichalis reagierte darauf, indem er gegen die osmanischen Truppen vorging und sie bei Agios Vasileios besiegte. Im Anschluss belagerte er Styra, wo die Osmanen 27 Tote und zahlreiche Verwundete zu beklagen hatten. Doch das Blatt wendete sich, als Omer Bey mit 300 Reitern und Infanteristen zur Verstärkung nach Styra eilte. Er passierte nahezu unbehelligt den einzigen strategischen Pass bei Diakofti, wodurch die griechischen Belagerer umzingelt wurden.
Kyriakoulis Mavromichalis eilte zusammen mit Mavrovouniotis und Krieziotis in das Gebiet, konnte aber Omers Männer nicht aufhalten. Sie wurden von seiner Kavallerie auseinandergetrieben und konnten Elias nicht helfen. Dimitris Fotiadis schreibt, dass die Krieger von Elias Mavromichalis verstreut waren, einige waren betrunken und andere waren am Strand, um Beute zu den Schiffen zu bringen. So blieb Mavromichalis mit etwa 60 Manioten allein zurück. Die Türken, die in den Häusern von Styra gefangen waren, wurden ebenfalls ermutigt und kamen heraus, um zu kämpfen. Die meisten Manioten, die sahen, dass sie umzingelt waren und der Kampf aussichtslos war, verließen das Schlachtfeld.
Elias hielt es trotz des Drängens von Kriezotis, sich zurückzuziehen und an einem anderen Tag zu kämpfen für undenkbar. Obwohl er die akute Gefahr erkannte, hielt er es für eine Demütigung, sich zurückzuziehen. Elias wurde mit sieben anderen Kameraden in eine verfallenen Windmühle auf Styra zurückgedrängt. Dort beschloss er, sich bis zum Schluss zu verteidigen. Nach Angaben des französischen Freiwilligen Maxime Raubaud, der die Nachricht einige Tage später in Tinos erfuhr, töteten sich Mavromichalis und seine wenigen Männer (darunter ein Tinianer) gegenseitig, um nicht lebend in die Hände der Türken zu fallen, obwohl diese ihnen das Leben garantierten. Raubaud zufolge wurde „dieser kleine Unterschlupf [die Mühle] zum Schauplatz eines hartnäckigen Kampfes und eines Todes, der den glorreichen alten Traditionen würdig ist“. Elias Mavromichalis Kopf wurde abgetrennt und nach Konstantinopel geschickt. Sein Tod war ein schwerer Schlag für die Revolution.
Als Griechenland im Januar 1822 seine erste Verfassung feierte, erfuhr Petrobey Mavromichalis von dem Tod seines Sohnes Elias. Dimitrios Ypsilantis überbrachte die traurige Nachricht mit den Worten: „Mein Bey, du bist ein Spartaner. Eure Vorfahren waren so tapfer, dass sie stolz waren, wenn sie erfuhren, dass ihre Kinder in der Schlacht gefallen waren.“ Petrobey antwortete darauf: „Mein Elias ist gefallen? Habt kein Mitleid mit mir. Mein Sohn war ein Soldat. Er hat seine Pflicht gegenüber seinem Land erfüllt.“
Der Tod von Elias Mavromichalis im Alter von nur 26 Jahren war nicht nur für seine Familie, sondern auch für die griechische Revolution ein schmerzhafter Verlust. Neben seiner Tapferkeit im Kampf galt er als geschickter Diplomat.
Der Historiker Ioannis Filimon kommentierte den Verlust: „Wenn Doris ihren Athanasios Diakos verloren hat, so hat Lakonien ihren Elias Mavromichalis verloren.“